# Stenoptilia kosterini
Stenoptilia kosterini (лат.) — вид чешуекрылых из семейства пальцекрылок (Pterophoridae). Вид назван в честь российского одонатолога О. Э. Костерина. Обнаружен на Камчатке. Размах крыльев 18—21 мм (18 мм для голотипа). От родственных видов отличаются в первую очередь другой окраской крыльев и иным строением гениталий самок.